# Macroscelesia
Macroscelesia là một chi bướm đêm thuộc họ Sesiidae.

## Các loài
- Macroscelesia japona (Hampson, 1919)
- Macroscelesia longipes (Moore, 1877)
  - Macroscelesia longipes longipes (Moore, 1877)
  - Macroscelesia longipes yamatoensis Arita, 1992
- Macroscelesia aritai  Kallies & Garrevoet, 2001
- Macroscelesia diaphana  Gorbunov & Arita, 1995
- Macroscelesia elaea (Hampson, 1919)
- Macroscelesia formosana  Arita & Gorbunov, 2002
- Macroscelesia owadai  Arita & Gorbunov, 2000
- Macroscelesia sapaensis  Kallies & Arita, 2004
- Macroscelesia vietnamica  Arita & Gorbunov, 2000